# Kyryło Kowałeć
Kyryło Serhijowycz Kowałeć, ukr. Кирило Сергійович Ковалець (ur. 2 lipca 1993 w Kijowie) – ukraiński piłkarz, grający na pozycji pomocnika.

## Kariera piłkarska

### Kariera klubowa
Wychowanek klubów Łokomotyw Kijów i Metalist Charków, barwy których bronił w juniorskich mistrzostwach Ukrainy (DJuFL). Karierę piłkarską rozpoczął 22 października 2011 w Obołoni Kijów. W 2013 został zaproszony do Szachtara Donieck, ale występował tylko w młodzieżowej drużynie. 9 lipca 2015 podpisał kontrakt z Czornomorcem Odessa. 20 czerwca 2018 został piłkarzem FK Ołeksandrija.

### Kariera reprezentacyjna
Występował w młodzieżowej reprezentacji Ukrainy.